# Roeselia atrinota
Roeselia atrinota är en fjärilsart som beskrevs av George Francis Hampson 1911. Roeselia atrinota ingår i släktet Roeselia och familjen trågspinnare. Inga underarter finns listade.